# 5-й армейский корпус (США)

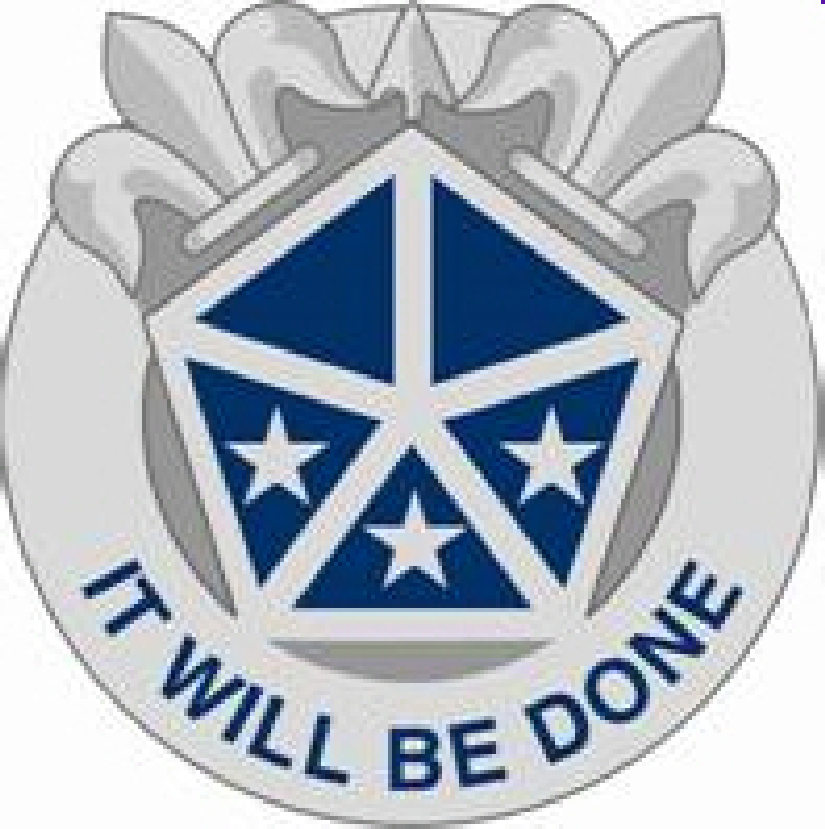
Нагрудный значок офицера корпуса (2020 год)

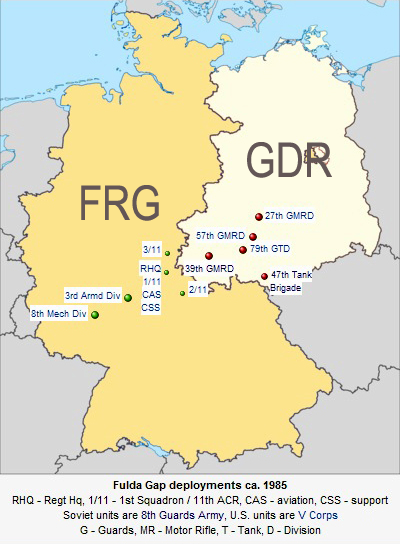
Дислокация формирований 8-й гв. ОА и V корпуса армии США в ГДР и ФРГ, по состоянию на 1985 год (на английском языке).

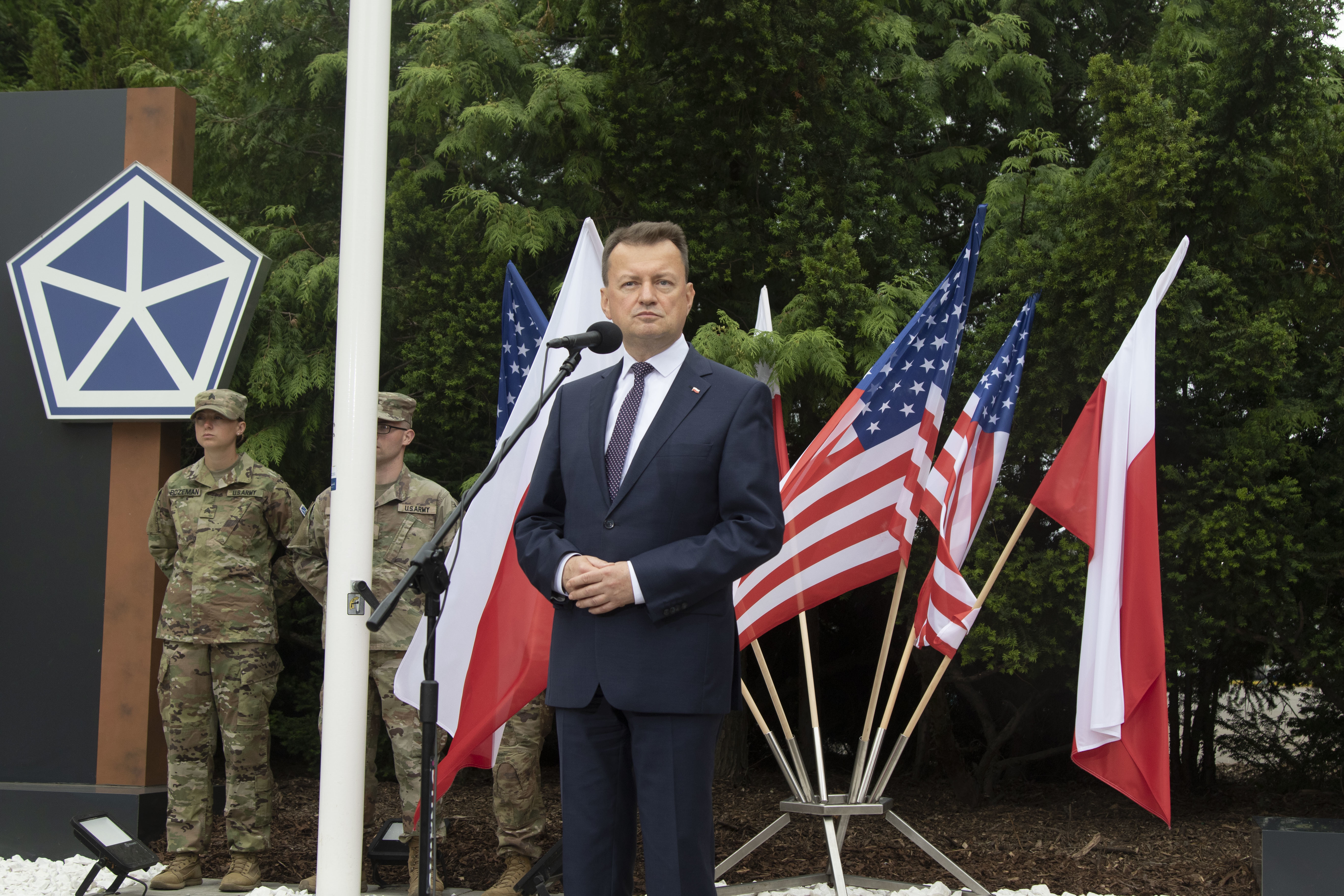
Открытие штаб-квартиры корпуса в Польше

5-й армейский корпус (англ. V Corps) — оперативно-тактическое соединение Армии США.
5-й армейский корпус принимал участие в обеих мировых войнах, в операции в Косово и глобальной войне с терроризмом. Расформирован 15 сентября 2013 года. Официальная церемония проходила на военной базе Казармы имени Люсиуса Клея в Германии. Весной 2020 года Пентагон вновь активировал штаб корпуса на военной базе Форт-Нокс, Кентукки.

## Эмблема
Эмблема корпуса представляет собой пятиугольник рассекаемый белыми линиями. Утверждена 3 декабря 1918 года.

## История
5-й армейский корпус был создан 7—12 июня 1918 года на территории Франции как составная часть 1-й армии американских экспедиционных сил. В течение Первой мировой войны корпус провёл две крупные кампании: Сен-Миельская операция и Мёз-Аргоннское наступление.
В январе 1942 года подразделения корпуса стали первыми американскими войсками, отправленными в Европу. Находясь в Северной Ирландии, 5-й армейский корпус стал участником высадки в Нормандии 6 июня 1944 года (плацдарм Омаха-Бич). После освобождения Парижа и Люксембурга корпус сражался в Арденнах, затем пробился к Лейпцигу, рядом с которым в мае 1945 года произошла знаменитая встреча советских и американских дивизий.
В годы Холодной войны корпус базировался в Германии в составе Центральной группы армий и «защищал» фульдский коридор, готовясь нанести удар по советской 8-й гвардейской армии и формированиям Фольксармее.
В конце 1995 года корпус был направлен в Боснию как основа для миротворческих сил НАТО. В апреле 1999 года подразделения корпуса перебросили в Албанию, откуда вскоре передовые части выдвинулись в сербский край Косово, объятый гражданской войной как миротворческие силы ООН (военная база Кэмп-Бондстил, Республика Косово).
В конце 2002 года 5-й армейский корпус был развёрнут в Кувейте под Центральным командованием ВС США для участия в войне в Ираке. Возглавляемая Соединёнными Штатами коалиция привела к смене режима в Ираке и удовлетворила международную озабоченность по поводу Ирака и оружия массового уничтожения. Корпус и его бригады перешли границу Ирака 21 марта 2003 года в качестве основных ударных сил. За шестнадцать дней боёв 5-й армейский корпус продвинулся более чем на 540 миль по прямой от Кувейта до Багдада, решительно разгромил иракские вооружённые силы и сверг режим Саддама Хусейна.
15 июня 2003 года корпус сформировал Объединённую оперативную группу 7 (Combined Joint Task Force 7), базирующуюся в Багдаде, и продолжил военные операции по умиротворению остальной части Ирака, восстановлению страны и созданию демократических институтов. В рамках миссии Объединенной оперативной группы 7 солдаты 5-го армейского корпуса разыскивали и арестовывали или убивали главных деятелей предыдущего иракского режима, что привело к аресту самого Саддама Хусейна. 1 февраля 2004 года 5-й армейский корпус сменил Объединённую оперативную группу 7 на 3-й армейский корпус и передислоцировался в своё расположение в Гейдельберге, Германия. В знак признания своих боевых достижений в Ираке Министерство Армии США в 2004 году наградило управление корпуса похвальной грамотой подразделения.
В январе 2006 года корпус во второй раз был развёрнут в Ираке и заменил 18-й воздушно-десантный корпус в качестве элемента управления Многонациональным корпусом — Ирак (Multi-National Corps — Iraq (MNC-I)). Во время своего второго годичного развёртывания, которое закончилось 14 декабря 2006 года, 5-й армейский корпус продолжал возглавлять коалиционные силы и добился больших успехов в борьбе с широко распространившимся мятежом и с проведением широкомасштабных разноплановых восстановительных работ.
16 февраля 2012 года 5-й армейский корпус был передислоцирован в Афганистан в соответствии с распоряжением, изданным Департаментом Сухопутных войск. 12 июня 2013 года по итогам миссии ISAF 5-й армейский корпус был награждён Отличием за исключительную службу, Похвальной благодарностью, а затем торжественно расформирован в замке Бибрих, Висбаден, Германия.
16 октября 2020 года Пентагон воссоздал 5-й армейский корпус для поддержки командования сухопутных войск США в Европе и Африке, став четвёртым развёрнутым корпусом Армии США после 1-го, 3-го и 18-го. V корпус обеспечит уровень командования и управления, ориентированный на синхронизацию тактических формирований Армии США, союзников и стран-партнёров, действующих в Европе. Корпус предназначен повысить способность США конкурировать в Европе по всему спектру конфликтов, противостоять пагубному влиянию, заверять союзников и партнёров, сдерживать агрессию и способствовать региональной стабильности и безопасности. Созданы две штаб-квартиры: в Форт-Ноксе (штат Кентукки) и в Польше.
На саммите НАТО 29 июня 2022 года в Мадриде президент США Джо Байден объявил, что в Польше будет создана постоянная военная база, которая будет служить новым штабом V корпуса и «усилит взаимодействие США и НАТО по всему восточному флангу» в качестве дальнейшего ответа на российскую кампанию в Украине.
30 июля 2022 года передовая оперативная станция «Познань», где располагается передовой штаб V корпуса, (Forward Operating Station Poznan (FOS Poznan)) в Познани была переименована в Кэмп-Костюшко (Camp Kosciuszko).

## Состав

### 1989 год
Состав сил корпуса в 1989 году.
- Управление 5-го корпуса (Франкфурт-на-Майне)
  - 3-я бронетанковая дивизия (Франкфурт-на-Майне)
  - 4-я механизированная дивизия (Форт-Карсон/Кайзерслаутерн)
  - 8-я механизированная дивизия (Бад-Кройцнах)
  - 194-я бронетанковая бригада (Форт-Нокс/Пирмазенс)
  - 197-я механизированная бригада (Форт-Беннинг/Пирмазенс)
  - 11-й бронекавалерийский полк[англ.] (Фульда)
  - Артиллерийское командование (Дармштадт)
    - 41-я артиллерийская бригада (Бабенхаузен)
    - 42-я артиллерийская бригада (Гисен)

  - 12-я бригада армейской авиации (Висбаден)
  - 130-я инженерная бригада (Ханау)
  - 18-я бригада военной полиции (Франкфурт-на-Майне)
  - 3-е экспедиционное управление тылового обеспечения (3rd Expeditionary Sustainment Command)

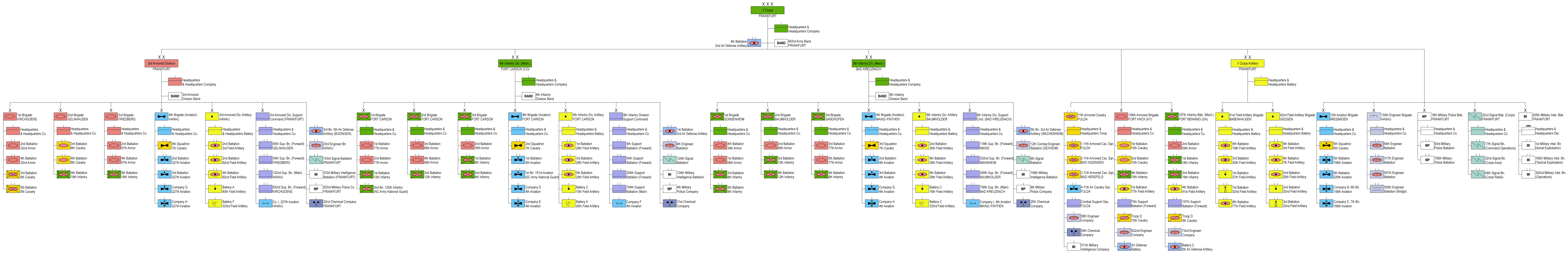
5-й армейский корпус в 1989 году.

### 2003 год

ОШС 5-го АК в время вторжения в Ирак.

Управление 5-го корпуса (~1500 чел.)
- 69-я бригада ПВО
  - 5-7-й зенитный ракетный дивизион (Пэтриот) (500 чел.)
- Артиллерийское командование 5-го АК (V Corps Artillery) (3 дивизиона РСЗО, 1 дивизион 155-мм буксируемых гаубиц)[9]
  - 41-я артиллерийская бригада
  - 75-я артиллерийская бригада (реорганизована для проведения работ на объекте в случае обнаружения ОМП)
  - 214-я артиллерийская бригада
- Оперативная группа 11th Aviation
  - 2-й эскадрон 6-го кавалерийского полка (21 — AH-64D, ?4 UH-60)
  - 6-й эскадрон 6-го кавалерийского полка (21 — AH-64D)
  - 3-й батальон 58-го авиационного полка
  - 3-й батальон 158-го авиационного полка
  - 3-й батальон 158-го авиационного полка
  - 5-й батальон 158-го авиационного полка
  - 7-й батальон 159-го авиационного полка
  - 1-й батальон 227-го авиационного полка (~300)
- 30-я медицинская бригада
- 44-я медицинская бригада
- 205-я бригада военной разведки
- 18-я бригада военной полиции
- 22-я бригада связи
- 18-я авиационная бригада
- 18-я группа солдатской поддержки
- 358-я бригада по гражданским делам
- 1-е командование поддержки корпуса
- 3-е командование поддержки корпуса
  - 19-й центр управления материальным обеспечением
  - 181-й транспортный батальон поддержки 7-й корпусной группы поддержки
  - 485-й батальон поддержки 16-й корпусной группы поддержки
- 3-я пехотная дивизия (~18000)
  - 103-й батальон военной разведки
  - 123-й батальон связи
  - 1-й дивизион 3-го полка ПВО (24 — M6 BL, 36 — Avenger)
  - 1-я бригада 3-й пехотной дивизии (58 M1 MBT, 116 M2 BFV)
    - 2-й батальон 7-го пехотного полка
    - 3-й батальон 7-го пехотного полка
    - 3-й батальон 69-го бронетанкового полка

  - 2-я бригада 3-й пехотной дивизии (116 M1 MBT, 58 M2 BFV) (5000)
    - 3-й батальон 15-го пехотного полка
    - 1-й батальон 64-го бронетанкового полка
    - 4-й батальон 64-го бронетанкового полка
    - Рота Эхо 9-го кавалерийского полка

  - 3-я бригада 3-й пехотной дивизии (58 M1 MBT, 116 M2 BFV) (5000)
    - 1-й батальон 30-го пехотного полка
    - 1-й батальон 15-го пехотного полка
    - 2-й батальон 69-го бронетанкового полка
    - Рота Дельта 10-го кавалерийского полка

  - Авиационная бригада 3-й пехотной дивизии
    - 1-й батальон 3-авиационного полка (24 AH-64D)
    - 2-й батальон 3-авиационного полка (40 — UH-60, 4 — EH-60
    - 3-й эскадрон 7-го кавалерийского полка (9 M1 MBT, 16 OH-58D)

  - Артиллерийское командование 3-й пехотной дивизии
    - 1-й дивизион 9-го артиллерийского полка (18 M119)
    - 1-й дивизион 10-го артиллерийского полка (18 M119)
    - 1-й дивизион 41-го артиллерийского полка (18 M119)
    - 1-й дивизион 39-го артиллерийского полка (18 MLRS)

  - Инженерная бригада 3-й пехотной дивизии
    - 10-й инженерный батальон
    - 11-й инженерный батальон
    - 317-й инженерный батальон

  - Командование тылового обеспечения 3-й пехотной дивизии
    - 82-я химическая рота
    - 3-й батальон передового снабжения
    - 26-й батальон передового снабжения
    - 203-й батальон передового снабжения
    - 603-й батальон авиационной поддержки

  - 24-я группа поддержки корпуса
    - 3-й батальон поддержки солдат
    - 87-й батальон поддержки корпуса
    - 92-й инженерно-сапёрный батальон
    - 260-й квартирмейстерский батальон (топливный)
    - 559-й квартирмейстерский батальон (водоснабжение)
- 101-я воздушно-десантная дивизия (~16000)
  - 2-й дивизион 44-го полка ПВО (48 — Avenger)
  - 86-й госпиталь поддержки
  - 326-й инженерный батальон
  - 311-й батальон военной разведки
  - 501-й батальон связи
  - 1-я бригада 101-й воздушно-десантной дивизии
    - 1-й батальон 327-го пехотного полка
    - 2-й батальон 327-го пехотного полка
    - 3-й батальон 327-го пехотного полка

  - 2-я бригада 101-й воздушно-десантной дивизии
    - 1-й батальон 502-го пехотного полка
    - 2-й батальон 502-го пехотного полка
    - 3-й батальон 502-го пехотного полка

  - 3-я бригада 101-й воздушно-десантной дивизии
    - 1-й батальон 187-го пехотного полка
    - 2-й батальон 187-го пехотного полка
    - 3-й батальон 187-го пехотного полка

  - Авиационная бригада 101-й воздушно-десантной дивизии
    - 2-й батальон 17-го кавалерийского полка (32 — OH-58D)
    - 1-й батальон 101-го авиационного полка (24 — AH-64D)
    - 2-й батальон 101-го авиационного полка (24 — AH-64D)
    - 3-й батальон 101-го авиационного полка (24 — AH-64D)
    - 6-й батальон 101-го авиационного полка (24 — UH-60)

  - 159-я авиационная бригада
    - 4-й батальон 101-го авиационного полка (24 — UH-60L)
    - 5-й батальон 101-го авиационного полка (30 — UH-60)
    - 7-й батальон 101-го авиационного полка (48 — CH-47)
    - 9-й батальон 101-го авиационного полка (30 — UH-60)

  - Артиллерийское командование 101-й воздушно-десантной дивизии
    - 1-й дивизион 320-го артиллерийского полка (18 M119)
    - 2-й дивизион 320-го артиллерийского полка (18 M119)
    - 3-й дивизион 320-го артиллерийского полка (18 M119)

  - Командование тылового обеспечения 101-й воздушно-десантной дивизии
    - 63-я химическая рота
    - 8-й батальон 101-го авиационного полка
    - 426-й батальон передового снабжения
    - 526-й батальон передового снабжения
    - 626-й батальон передового снабжения
    - 801-й батальон основной поддержки
- 2-я бригада 82-й воздушно-десантной дивизии
  - 1-й батальон 325-го воздушно-десантного полка
  - 2-й батальон 325-го воздушно-десантного полка
  - 3-й батальон 325-го воздушно-десантного полка
  - 307-й инженерный батальон
  - 1-й батальон 82-го авиационного полка
  - 407-й батальон передового снабжения
  - 313-й батальон военной разведки
- 3-я бригада 1-й бронетанковой дивизии (1300)
  - 1-й батальон 41-го пехотного полка (~300)
  - 2-й батальон 70-го бронетанкового полка[10]
- 1-я пехотная дивизия (~1800)
  - 1-й батальон 26-го пехотного полка
  - 121-й батальон связи
  - 701-й батальон технического обслуживания
- 10-я горнопехотная дивизия (~500)
- 1-я кавалерийская дивизия (~450)
- 3-й бронекавалерийский полк
- Оперативная группа Ironhorse (4000)
  - 5-й инженерный батальон (500)
  - 13-е командование поддержки корпуса (3000)
- 21-е командование поддержки ТВД
  - 51-й батальон технического обслуживания[11]

### 2023 год

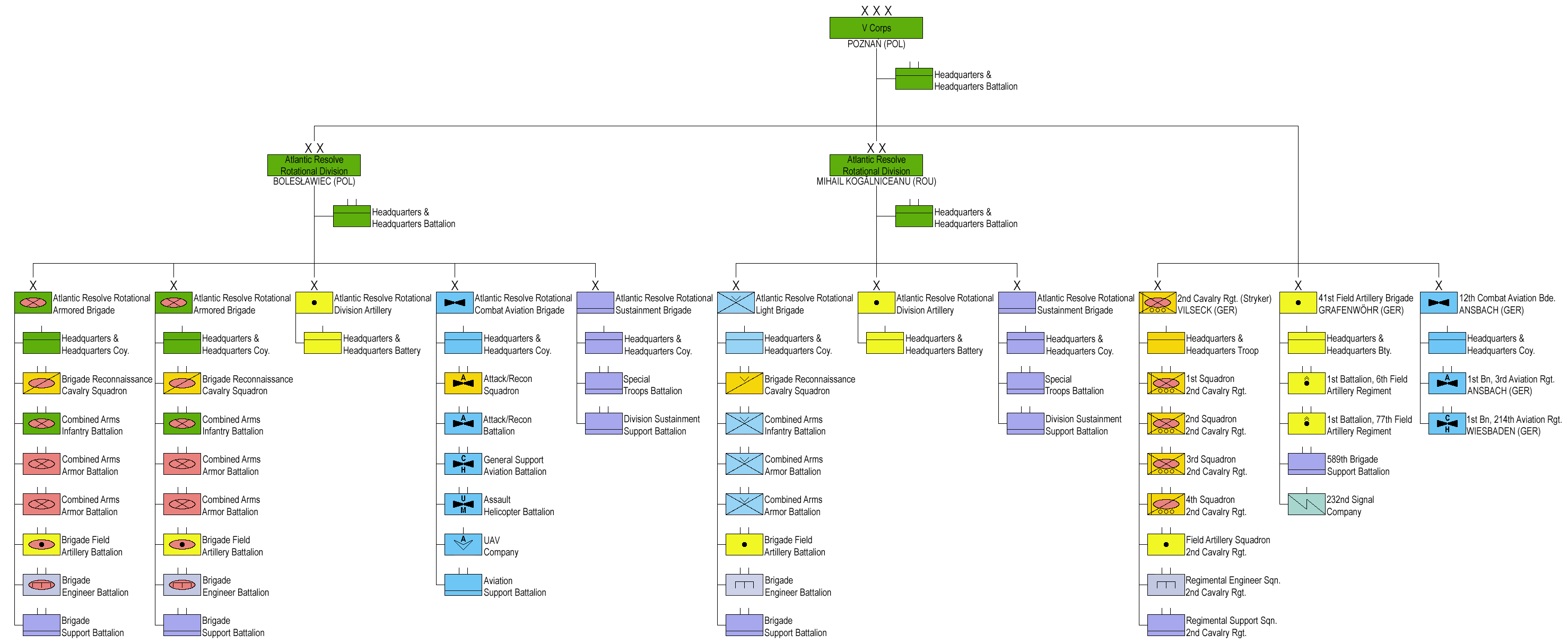
ОШС на 2023 год.

- Управление корпуса (Кэмп-Костюшко, Познань)
- 1-я ротационная дивизия (Болеславец)
- 2-я ротационная дивизия (Михай-Когэлничану)
- 2-й кавалерийский полк (Фильсэкк)
- 41-я артиллерийская бригада (Графенвёр)
- 12-я бригада армейской авиации (Ансбах, Графенвёр, Висбаден)[12]